# Saint-Saturnin (Sarthe)
 Saint-Saturnin  es una población y comuna francesa, situada en la región de Países del Loira, departamento de Sarthe, en el distrito de Le Mans y cantón de Le Mans-Nord-Ouest.

## Demografía
| 497 | 592 | 849 | 1206 | 1697 | 1995 |
| Para los censos de 1962 a 1999 la población legal corresponde a la población sin duplicidades (Fuente: INSEE [Consultar]) |     |     |      |      |      |